# Rocky 3
Pour les articles homonymes, voir Rocky.
Série Rocky
Rocky 2 : La Revanche
(1979) Rocky 4
(1985)
Pour plus de détails, voir Fiche technique et Distribution.
Rocky 3 : L'Œil du tigre (Rocky III) est un film américain écrit et réalisé par Sylvester Stallone et sorti en 1982. C'est le troisième opus de la franchise Rocky.
Le film reçoit à sa sortie des critiques mitigées. Si les séquences d'action et la musique sont plébisicités, des critiques sont émises sur le scénario. Rocky 3 rapporte tout de même 270 millions de dollars dans le monde, surpassant ses prédécesseurs pour devenir le film le plus rentable de la franchise à l'époque. Sa chanson thème, Eye of the Tiger, est devenue un tube et a été nommée pour l'Oscar de la meilleure chanson originale aux Oscars 1983.

## Synopsis
Après sa victoire contre Apollo Creed, Rocky Balboa est maintenant champion du monde. Devenu riche et célèbre, il néglige les entraînements et s'embourgeoise. Il défend cependant, sans peine, son titre et reste invaincu à dix reprises grâce à des adversaires "bien choisis" par son manager. Rocky participe également à un match de charité contre le catcheur Thunderlips qui finit par un match nul. Ce même soir, Mickey Goldmill a une première alerte cardiaque.
Clubber Lang, un boxeur de Chicago, parvient rapidement à devenir le principal challenger du champion du monde, après avoir battu tous ses adversaires. Alors que Rocky a décidé de prendre sa retraite, il le défie en public. Rocky décide de combattre Lang malgré les réticences de Mickey Goldmill qui pense qu'il n'a aucune chance : il lui avoue alors avoir choisi des adversaires faciles à battre pour qu'il puisse conserver son titre sans s'esquinter davantage, après son terrible combat contre Apollo Creed. Le jour du combat, à la suite d'une violente bousculade provoquée par Lang, Mickey est victime d'un malaise cardiaque. Rocky est bouleversé et doit donc se résoudre à se battre sans son entraîneur. Clubber Lang le domine largement et lui inflige un K.O. dès le début du second round. Quand il retourne voir Mickey, qui a refusé d'être amené à l'hôpital avant la fin du match, il lui laisse croire qu'il a gagné, l'implorant de se faire soigner, mais Mickey meurt dans ses bras.
Apollo Creed, l'ancien rival de Rocky, lui propose de prendre sa revanche sur Lang. Lors de son entraînement, Rocky avoue à Adrian sa peur de retourner sur le ring. Adrian le raisonne et lui redonne confiance, lui disant qu'il doit le faire pour lui-même, et que même s'il perd, au moins il perdra sans s'être créé d'excuses, et elle sait qu'il peut vivre avec.
La revanche entre Rocky et Clubber Lang commence par une impressionnante série de coups initiée par Rocky. Lang essaie de reprendre l'avantage dans le second round mais Rocky résiste, et semble même le défier. Rocky révèle à un Apollo Creed paniqué qu'il a trouvé la bonne stratégie en laissant Lang, peu endurant, se fatiguer. Cette stratégie se révèle payante : Rocky esquive tous les coups d'un Lang à bout de souffle, et le met K.O. au 3e round. Apollo Creed comprend que son ami s'est inspiré du combat de Mohamed Ali contre George Foreman, The Rumble In The Jungle, en 1974.Interprétation abusive ? Rocky redevient champion du monde.
Peu après, Rocky accorde à Apollo une « petite faveur » promise en échange de son soutien : un match amical à huis clos dans le vieux gymnase. L'image se fige alors que les deux combattants échangent leur premier coup : l'issue du combat ne sera connue que de nombreuses années plus tard dans le film Creed : L'Héritage de Rocky Balboa, lorsque Adonis Creed (le fils illégitime d'Apollo Creed) lui pose la question lors de leur première rencontre dans le restaurant et Rocky apprend à Adonis que c'est Apollo qui a gagné ce combat.

## Fiche technique
Sauf indication contraire, les informations mentionnées dans cette section peuvent être confirmées par la base de données cinématographiques IMDb,  présente dans la section « Liens externes ».
- Titre original : Rocky III
- Titre français : Rocky 3 : L'œil du tigre
- Titre québécois : Rocky III - L'œil du tigre
- Réalisation et scénario : Sylvester Stallone
- Musique : Bill Conti
- Direction artistique : Ron Foreman et J. Dennis Washington
- Décors : William J. Cassidy
- Costumes : Tom Bronson
- Photographie : Bill Butler
- Son : Gregg Landaker, Donald O. Mitchell, Robert Nichols II
- Montage : Mark Warner et Don Zimmerman
- Production : Irwin Winkler et Robert Chartoff

Production déléguée : Herb Nanas
Production associée : James D. Brubaker
- Sociétés de production[1] : Chartoff-Winkler Productions et United Artists
- Distribution : Metro-Goldwyn-Mayer/UA Entertainment Company (États-Unis)
- Budget : 25 millions de $[2]
- Pays de production :  États-Unis
- Langue originale : anglais
- Format[3] : couleur (Technicolor) - 35 mm - 1,37:1 (Format académique) / 1,85:1 (Panavision) - son Dolby | 70 mm 6-Track
- Genre : drame, action, sport (Boxe)
- Durée : 99 minutes
- Dates de sortie[4] :
  - États-Unis, Québec : 28 mai 1982[5]
  - France : 12 janvier 1983
- Classification[6] :
  -  États-Unis : Certaines scènes peuvent heurter les enfants - Accord parental souhaitable (PG - Parental Guidance Suggested) (certificat #26571).
  -  France : Tous publics (visa d'exploitation no 56085 délivré le 29 juin 1982).
  -  Québec : Tous publics (G - General Rating).
- Affiche : Jouineau Bourduge (France)

## Distribution
- Sylvester Stallone (VF : Alain Dorval) : Robert « Rocky » Balboa, Sr.
- Talia Shire (VF : Béatrice Delfe) : Adrian Balboa
- Mister T. (VF : Pierre Garin) : Clubber Lang
- Burt Young (VF : Serge Sauvion) : Paulie Pennino
- Burgess Meredith (VF : Jacques Dynam) : Mickey Goldmill
- Carl Weathers (VF : Med Hondo) : Apollo Creed
- Tony Burton (VF : Georges Atlas) : Duke
- Hulk Hogan (VF : Jacques Richard) : « Thunderlips » (« Lèvres de Feu » en VF)
- Ian Fried (VF : Jackie Berger) : Robert « Rocky » Balboa Jr.
- Al Silvani (en) : Al, le soigneur
- Wally Taylor (en) (VF : Pierre Trabaud) : le manager de Clubber
- Dennis James (en) (VF : Jacques Ferrière) : le commentateur # 1 du combat Rocky vs Thunderlips
- Jim Healy (en) (VF : Georges Aubert) : le commentateur # 2 du combat Rocky vs Thunderlips
- Stu Nahan (en) (VF : Jacques Ferrière) : le commentateur # 1 des combats Rocky vs Clubber
- Bill Baldwin (VF : René Bériard) : le commentateur # 2 des combats Rocky vs Clubber
- Ray Gedeon (VF : José Luccioni) : l'arbitre du combat Rocky vs Thunderlips
- Marty Denkin (VF : Georges Aubert) : l'arbitre du premier combat Rocky vs Clubber
- Lou Filippo (en) (VF : Serge Lhorca) : l'arbitre du deuxième combat Rocky vs Clubber
- Jimmy Lennon (en) (VF : Serge Lhorca) : l'annonceur du premier combat Rocky vs Clubber
- Jeff Temkin (VF : Albert Augier) : l'annonceur du deuxième combat Rocky vs Clubber
- Gene Crane (VF : Claude Dasset) : le maire de Philadelphie
- John David Morris (VF : Jacques Ebner) : le docteur
- Philmore Berger (VF : Jacques Ebner) : le rabbin
- Mario Machado (VF : Julien Thomast) : l'intervieweur TV
- LeRoy Neiman : lui-même (l'annonceur du combat Rocky vs Thunderlips)

 Source et légende : version française (VF) sur RS Doublage

## Production

### Genèse du projet
Pour ce troisième volet, Sylvester Stallone décide de s'écarter du style visuel du second film pour en revenir à l'approche cinéma-vérité du premier. Le sujet est lié à un sentiment personnel que l'acteur connaît bien : le bouleversement de la vie d'un homme par la célébrité ainsi que son effet à la fois euphorique et destructeur sur la personnalité (Rocky se met à s'entraîner en public, sûr de sa victoire, faisant ainsi la même erreur qu'Apollo Creed à l'époque du premier film). Il y développe en outre la relation de couple du boxeur, mais étant un peu à court d'idées sur cet aspect, il focalise davantage l'histoire sur la boxe que sur la vie domestique des Balboa.

### Attribution des rôles
Joe Frazier est approché pour le rôle de Clubber Lang, mais après l'avoir affronté dans un match test, Sylvester Stallone refuse de l'engager, gêné par la puissance du punch de l'ancien champion. Earnie Shavers a également été auditionné avec un résultat similaire. Toutefois, selon la directrice de casting Rhonda Young, c'est surtout du fait de leurs piètres prouesses vocales que les deux athlètes sont écartés : Joe Frazier aurait eu des difficultés à lire les répliques sans bégayer, tandis qu'Earnie Shavers avait une voix trop aiguë, contrastant avec son physique puissant et incompatible avec l'impression terrifiante que le personnage devait dégager, comme avec ses rodomontades de mâle alpha. Après des recherches de plus en plus désespérées d'un acteur à la hauteur de ce rôle exigeant (allant jusqu'à visiter des prisons), Rhonda Young est tombée par hasard sur une émission de NBC, Games People Play (en), dont un segment intitulé America's Toughest Bouncer suivait un concours sportif entre portiers de nightclubs de tout le pays. Époustouflée par la puissance physique comme par le charisme du vainqueur, elle a téléphoné le lendemain au producteur Dan Ohlmeyer pour lui demander des renseignements sur « l'homme au mohawk ». Il s'est avéré que non seulement Mr. T avait les qualités physiques et une voix rageuse idéales pour le rôle, mais il s'est de plus montré extrêmement motivé pour donner une prestation « brillante » dès la première audition, pour ce qui allait être son premier rôle au cinéma et son tremplin vers le succès international.
Hulk Hogan, dont c'est également le premier rôle au cinéma, a quant à lui été choisi pour incarner le champion de catch Thunderlips.

### Réalisation et tournage
Concernant ce troisième opus, les producteurs ne font pas appel à John G. Avildsen, et Sylvester Stallone s'occupe lui-même de la mise en scène, comme pour le second volet.
La préparation physique de l'acteur est tout aussi radicale. Pour atteindre le physique musculeux et sec qu'il envisage pour son personnage (contrastant aussi bien avec le physique relativement pataud de Rocky dans le premier volet qu'avec le physique massif de Clubber Lang), Sylvester Stallone s'inflige un régime extrêmement draconien. Pendant un temps, son régime alimentaire se réduit à dix blancs d'œufs et un toast par jour, plus un fruit tous les trois jours, alors qu'il suit un entraînement intensif, occupant presque ses journées entières : trois kilomètres de course à pied, puis deux heures de musculation, puis après une sieste, dix-huit rounds de boxe, une deuxième séance de musculation, et enfin un peu de natation. Son énergie physique et mentale s'en ressentent parfois jusqu'à des étourdissements. Au début du tournage, il ne pèse plus que 70 kilos et doit en regagner 10 de masse musculaire. Il modifie donc son régime, ajoutant un peu de thon et une abondante ration de glucides, sous forme de galettes aux céréales, ainsi que 25 cafés arrosés de miel par jour.
La façade extérieure de la maison des Balboa est en fait celle de l'ancienne maison de Muhammad Ali,.
Le passage où Rocky fait un discours, lors de l'inauguration de la statue à son effigie, s'inspire d'une scène coupée au montage du second film, dans laquelle Rocky rendait visite à son ancien lycée[réf. nécessaire].

## Bande originale
Bandes originales de Rocky
Rocky II
(1979) Rocky IV
(1985)
Liste des titres
1. Eye of the Tiger (Survivor) - 3:53
2. Take You Back (Tough Gym) - 1:48
3. Pushin' (Frank Stallone) - 3:10
4. Decision - 3:20
5. Mickey - 4:42
6. Take You Back - (Frank Stallone) 3:37
7. Reflections - 2:05
8. Gonna Fly Now - 2:52
9. Adrian - 1:42
10. Conquest - 4:40

Crédits
- Frank Stallone - chant (2, 3, 6)
- Ray Pizzi - saxophone (3)
- Jerry Hey - trompette (3)
- Vincent DeRosa - cor d'harmonie (5)
- Mike Lang - piano (5)
- DeEtta Little, Nelson Pigford - chant (8)

La version de Eye of the Tiger audible dans le film est en fait une demo. La version finalisée est cependant bien présente sur la bande originale commercialisée.

## Accueil

### Accueil critique
Bien que la chanson-titre et le montage du match final conservent une belle énergie, ce troisième film montre les premiers signes de faiblesse de la saga, et les critiques mitigées dépitent Sylvester Stallone au point qu'il annonce alors qu'il n'y aura pas de quatrième volet.
Rocky III a une score de 64 % sur Rotten Tomatoes, basé sur 36 commentaires, avec une moyenne de 5,5⁄10. Le consensus est le suivant : « Bien que manifestement soumis à la loi des rendements décroissants, Rocky III garde assez de spectacle musclé pour rester sur le ring avec les meilleures volets de la franchise »[réf. nécessaire].
Sur Allociné lui donne une note positive de 3.4⁄5[réf. nécessaire].

### Box-office
Les recettes au box-office américain s'élèvent à 125 049 125 $. Ce troisième volet est également le premier à connaître un énorme succès en France avec 3 053 584 entrées (le premier a enregistré 664 966 entrées, le second 512 774 entrés). Il devient, au moment de sa sortie, le premier film avec Stallone dans un rôle principal à atteindre le million d'entrées sur le territoire français,. Le film rapporte au box office international environ 270 000 000 $.
| Pays ou région | Box-office        | Date d'arrêt du box-office | Nombre de semaines |
| -------------- | ----------------- | -------------------------- | ------------------ |
| États-Unis     | 125 049 125 $     | 31 octobre 1982            | 23                 |
| France         | 3 053 584 entrées | -                          | -                  |
| Total mondial  | 270 000 000 $     | -                          | -                  |

## Distinctions
Entre 1982 et 2021, Rocky 3 a été sélectionné onze fois dans diverses catégories et a remporté trois récompenses,.

### Récompenses

#### 1982
- Prix Jupiter : Prix Jupiter du meilleur acteur international décerné à Sylvester Stallone.

#### 1983
- Prix des jeunes artistes : Prix des jeunes artistes du meilleur film familial.

#### 2021
- Association du cinéma et de la télévision en ligne (Online Film & Television Association) :
  - Temple de la renommée du cinéma OFTA de la meilleure chanson pour Eye of the Tiger.

### Nominations

#### 1982
- Prix NAACP de l'image : Meilleur film.

#### 1983
- Globes d'or : Meilleure chanson originale pour Survivor (Jim Peterik et Frankie Sullivan) (pour la chanson Eye of the Tiger).
- Oscars du cinéma[17],[18] : Meilleure chanson originale pour Survivor (Jim Peterik et Frankie Sullivan) (pour la chanson Eye of the Tiger).
- Prix de l'académie japonaise : Meilleur film étranger.
- Prix des jeunes artistes : Meilleure jeune actrice dans un second rôle pour Ina Fried.
- Prix Razzie : Pire révélation pour Mr. T.
- Récompenses des arts du cinéma et de la télévision de la British Academy[17],[18] :
  - Meilleure chanson originale pour Survivor (Jim Peterik et Frankie Sullivan) (pour la chanson Eye of the Tiger).

#### 2009
- Prix Satellites : Meilleur ensemble de disques Blu-Ray ("Rocky: The Undisputed Collection - 7 Disc Blu-Ray Set").

## Autour du film
- Cet opus comporte quelques particularités par rapport aux autres films de la saga :
  - il compte le plus de matchs importants (3) ;
  - on ne voit à aucun moment Rocky prier à genoux contre un lavabo avant un match ;
  - exceptionnellement, Adrian fait preuve d'un fort caractère (alors qu'elle était très timide à l'origine) et encourage Rocky à se battre contrairement à d'habitude où elle lui conseille de renoncer ;
  - les deux matchs Rocky vs Clubber se terminent prématurément (le premier se termine au bout de deux rounds et le second au bout de trois). D'ailleurs, Apollo Creed précise que le rythme imposé à Rocky, durant l'entraînement à Los Angeles, ne permettrait pas à celui-ci d'excéder sept ou huit rounds.
- L'extrait du passage de Rocky au Muppet Show est extrait d'un épisode de la Saison 3 dans lequel Sylvester Stallone est apparu en 1979.
- Frank Stallone, frère de Sylvester, fait une apparition comme chanteur lors de l'entraînement « public » de Rocky, tout comme il faisait des apparitions dans les deux précédents comme chanteur de rue.
- Le rabbin présidant les funérailles de Mickey est interprété par un véritable rabbin du nom de Philmore Berger.
- Pendant longtemps, l'issue du match à huis clos entre Rocky et Apollo est restée secrète. Dans Creed : L'Héritage de Rocky Balboa (2015), Rocky révèle que c'est Apollo qui gagna ce troisième combat même si celui-ci semblait plus être un entraînement.
- C'est à partir de cet épisode que des incohérences chronologiques commencent à apparaître : dans le premier film, censé se dérouler en 1975, Rocky affirmait être âgé de 30 ans. Or dans cet opus, censé se dérouler en 1981 d’après la date indiquée sur le cercueil de Mickey, il est annoncé qu'il a 34 ans, alors qu'il devrait en avoir 36.
- Sega tente de négocier les droits de licence pour adapter le film en jeu vidéo. Cependant, l'entreprise ne parvient pas à les acquérir auprès des ayants droit. Sega se contente d'une sobre inspiration, intitulée Champion Boxing sortie sur SG-1000 en novembre 1984[19]

## SagaRocky
- Rocky, de John G. Avildsen
- Rocky II : La Revanche (Rocky II), de Sylvester Stallone
- Rocky IV, de Sylvester Stallone
- Rocky V, de John G. Avildsen
- Rocky Balboa, de Sylvester Stallone
- Creed : L'Héritage de Rocky Balboa (Creed), de Ryan Coogler
- Creed 2 de Steven Caple Jr.
- Creed 3 de Michael B. Jordan

## Dans la culture populaire
Le film This Is the Night (2021) de James DeMonaco raconte le quotidien d'une famille d'Italo-Américains au moment de la sortie de Rocky 3 à Staten Island en mai 1982.